# Karol Glaser
Karol Glazer, Karol Glaser, Karel Glazer, Karel Glaser [glázer] slovenski literarni zgodovinar, prvi slovenski indoevropeist in prevajalec, * 3. februar 1845, Reka, Zgornje Hoče, † 18. julij 1913, Zgornje Hoče.

## Življenje in delo
Po končani domači ljudski šoli in gimnaziji v Mariboru je na Dunaju študiral klasično filologijo in slavistiko. Leta 1868 je sprejel mesto zasebnega učitelja pri grofu Brandisu, 1869 pa mesto suplenta na gimnaziji v Leobnu in Celju. Bil je stalni učitelj na Ptuju, v Kranju, Vidnavi v Šleziji in Trstu. Po upokojitvi je živel v Gradcu in na Ogrskem Brodu, kjer je bil ravnatelj na zasebni židovski gimnaziji.
Že v gimnazijskih letih se je seznanil z indijsko-iransko filologijo, predvsem ga je zanimal sanskrt, iz katerega je tudi doktoriral. V okviru teh zanimanj se je izpopolnjeval v Trstu in Berlinu ter na Dunaju. Neuspešno se je zavzemal za poučevanje orientalistike in primerjalnega jezikoslovja, saj stolice za te smeri niso hoteli ustanoviti. Zato je začel s pisanjem znanstvenih razprav in informativnih člankov, povezanih s to temo, napisal pa je več prevodov orientalskih del v nemški in slovenski jezik, npr.: Epiške indijske pripovedke in pravljice, Damajantica žaluje po soprogu, Firduzi, Indijska Talija idr. in prevajal Shakespearove drame, izdati pa jih ni smel. 
Zapisoval je misli in razprave na slovstvenozgodovinsko tematiko, npr. Zgodovinske črtice o slovenščini na srednjih šolah na Slovenskem, Nemška moderna, Narodno slovstvo, Nemška sodba o najnovejšem nemškem slovstvu in  se deloma ukvarjal s pisanjem političnih listkov za časopisje in dnevnike.
Kot literarni zgodovinar se je zapisal še s pisanjem biografij znanih pesnikov, pisateljev, znanstvenikov idr. (Jurija Cafa, Johanna Schmidta, Davorina Trstenjaka, Božidarja Raiča, Simona Gregorčiča, Tarasa Ševčenka), ki jih je objavljal v takratnem časopisju.
Njegovo najbolj znano delo je obsežna izdaja štirih knjig, ki je izšla pod naslovom Zgodovina slovenskega slovstva, pod okriljem Slovenske matice. Za nastanek tega dela je dobil povod, ko je poučeval slovenski pouk v Trstu in trdil, da je pomembno postaviti šolsko znanje na znanstvene temelje. V Glaserjevi Zgodovini slovenskega slovstva je bilo prvič zbrano vse slovensko književnozgodovinsko gradivo, ki se je do tedaj posamično objavljalo v raznih zbornikih in časopis, ti pa so bili dosegljivi le v določenih javnih knjižnicah. Obenem je Glaser dopolnjeval to gradivo in informacije z raziskovanjem različnih virov. Delo sicer ni bilo sprejeto s pozitivno kritiko, danes pa je literarnim zgodovinarjem v veliko pomoč.

## Izbrana bibliografija
- Zgodovina Slovenskega slovstva. Slovenska Matica, Ljubljana. 1894–1898. (COBISS)